# اثر پوست پرتقال

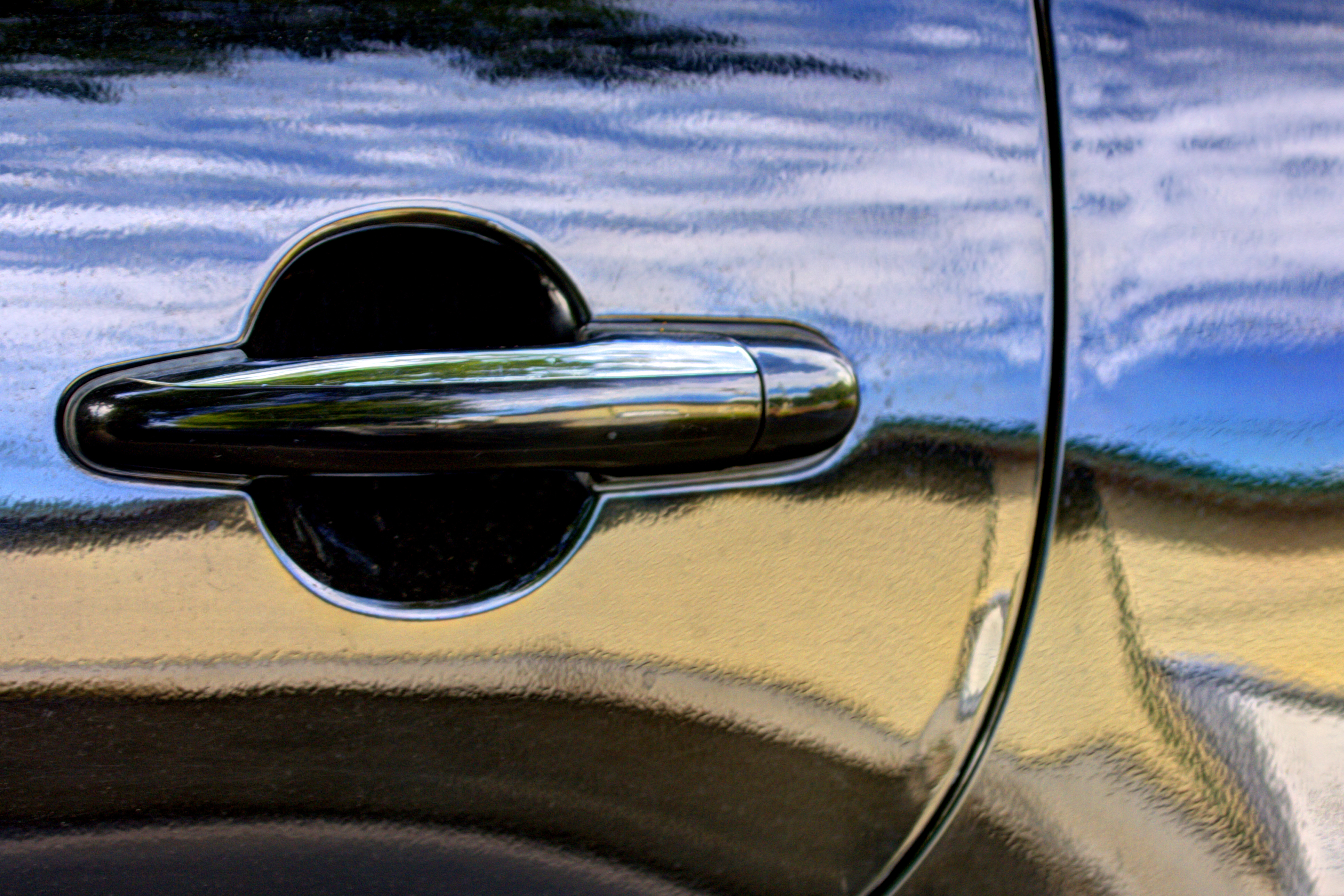
اثر پوست پرتقال بر روی در یک خودرو

اثر پوست پرتقال نوع خاصی از پرداخت کاری رنگ است که روی سطح رنگ شده و حتی روی محافظ‌های صفحات بکار می‌رود.
با اینکه رنگ براق پاشیده شده روی سطوح صیقلی (مانند بدنه خودرو) باید به حالت سطحی صیقلی درآید، اما عوامل متعددی سبب می‌شود تا این رنگ به صورت سطحی ناصاف مشابه بافت یک پوست پرتقال خشک گردد. پدیده پوست پرتقال را می‌توان بعداً به واسطه سنباده‌های بسیار ریزدانه صاف کرده و از بین برد اما در عین حال می‌توان از ایجاد چنین پدیده‌ای با تغییر تکنیک رنگ آمیزی یا تغییر مواد بکار گرفته شده ممانعت نمود. عموماً پدیده پوست پرتقال نتیجه بکار بستن روش نادرست رنگ‌آمیزی، در نتیجه بخارشدن سریع تینر، وضعیت نادرست پیستوله (فشار هوای پائین، یا نازل نامناسب)، پاشش در زاویه‌ای غیر قائم یا استفاده از مقدار بیش از اندازه رنگ می‌باشد.
در برخی موقعیت‌ها، مانند رنگ آمیزی داخلی خانه، بافت پوست پرتقال معمولاً مورد توجه و مطلوب می‌باشد. در این مورد ابتدا این نوع بافت را با یک پیستوله رنگ ایجاد و سپس روی آن بافت را به رنگ دلخواه رنگ‌آمیزی می‌‌کنند. در هنگام رنگ آمیزی دیوار می‌توان این بافت را به وسیله‌ی غلطک‌های رنگ آمیزی آغشته به رنگ کم یا رنگ غلیظ ایجاد کرد. در این حالت، سطح رنگ شده پیش از اینکه به حالت هموار درآید خشک می‌شود. راهاه چاره آن استفاده ازسمباده نرم بعد ازخشک شدن کامل رنگ میباشد